# Ferguson (Iowa)
Ferguson és una població dels Estats Units a l'estat d'Iowa. Segons el cens del 2000 tenia 126 habitants.

## Demografia
Segons el cens del 2000, Ferguson tenia 126 habitants, 55 habitatges, i 36 famílies. La densitat de població era de 194,6 habitants/km².
Dels 55 habitatges en un 21,8% hi vivien nens de menys de 18 anys, en un 43,6% hi vivien parelles casades, en un 16,4% dones solteres, i en un 34,5% no eren unitats familiars. En el 29,1% dels habitatges hi vivien persones soles el 10,9% de les quals corresponia a persones de 65 anys o més que vivien soles. El nombre mitjà de persones vivint en cada habitatge era de 2,29 i el nombre mitjà de persones que vivien en cada família era de 2,83.
Per edats la població es repartia de la següent manera: un 23,8% tenia menys de 18 anys, un 4,8% entre 18 i 24, un 21,4% entre 25 i 44, un 34,9% de 45 a 60 i un 15,1% 65 anys o més.
L'edat mediana era de 44 anys. Per cada 100 dones de 18 o més anys hi havia 95,9 homes.
La renda mediana per habitatge era de 40.893 $ i la renda mediana per família de 46.250 $. Els homes tenien una renda mediana de 42.083 $ mentre que les dones 22.250 $. La renda per capita de la població era de 22.777 $. Entorn del 4,4% de les famílies i el 4,3% de la població estaven per davall del llindar de pobresa.

## Poblacions més properes
El següent diagrama mostra les poblacions més properes.